# پارک تاوزند آیلند (نیویورک)
پارک تاوزند آیلند (به انگلیسی: Thousand Island Park) یک منطقهٔ مسکونی در ایالات متحده آمریکا است که در نیویورک واقع شده‌است. پارک تاوزند آیلند ۰٫۷۶ کیلومتر مربع مساحت و ۳۱ نفر جمعیت دارد و ۸۳٫۸۲ متر بالاتر از سطح دریا واقع شده‌است.